# Lars-Erik Wolfbrandt
Lars-Erik Wolfbrandt  (Lars-Erik Ragnar Wolfbrandt; * 8. Dezember 1928 in Forshem; † 23. März 1991) war ein schwedischer Leichtathlet.
Wolfbrandt wurde dreimal schwedischer Meister im 400-Meter-Lauf (1949, 1950, 1954) und zweimal im 200-Meter-Lauf (1948, 1949). International trat er erstmals bei den Olympischen Spielen 1948 in London in Erscheinung. In der 4-mal-400-Meter-Staffel gewann er gemeinsam mit Kurt Lundquist, Folke Alnevik und Rune Larsson die Bronzemedaille hinter den Stafetten aus den Vereinigten Staaten und Frankreich.
Dieselbe Platzierung mit der Staffel erzielte Wolfbrandt bei den Leichtathletik-Europameisterschaften 1950 in Brüssel. Außerdem holte er dort in 47,9 Sekunden die Bronzemedaille im 400-Meter-Lauf hinter dem Briten Derek Pugh und dem Franzosen Jacques Lunis. Bei den Olympischen Spielen 1952 in Helsinki belegte Wolfbrandt den achten Platz im 800-Meter-Lauf. Dagegen verpasste er mit der Staffel und im 400-Meter-Lauf den Finaleinzug.
Lars-Erik Wolfbrandt war 1,78 m groß und hatte ein Wettkampfgewicht von 70 kg. Er startete für den Örebro SK.